# Otto Winzer

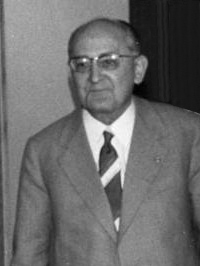
Otto Winzer, 1972.

Otto Winzer, född 3 april 1902 i Berlin, död 3 mars 1975 i Berlin, var en tysk politiker (SED). Han var 1965-1975 utrikesminister i Östtyskland.
Winzer gick med i KPD och Freie Sozialistische Jugend 1919. 1925-1927 var han medlem i Österrikes kommunistiska parti. När han 1927 återvände till Berlin blev han chef för KJI-Verlag. Han var även medlem i Sovjetunionens kommunistparti under sin tid i Moskva. 1934 emigrerade han till Frankrike och uteslöts under en period ur rörelsen innan han rehabiliterades.
1945 återvände han med Gruppe Ulbricht till Tyskland och verkade vid Berlins magistrat. 1946 gick han med i SED och blev ledare för avdelningen för kultur och uppfostran vid partiets centralsekretariat. 1947 blev han medlem i partiledningen - centralkommittén - med ansvar för press, radio och information. 1950 blev han ledamot av Volkskammer. Under 1950-talet var han statssekreterare och chef för Wilhelm Piecks kansli, ställföreträdande utrikesminister innan han 1965 efterträdde Lothar Bolz på posten som utrikesminister. Posten innehade han fram till januari 1975, då han avgick på grund av hälsoproblem.